# OR5K3
OR5K3 (англ. Olfactory receptor family 5 subfamily K member 3) – білок, який кодується однойменним геном, розташованим у людей на 3-й хромосомі. Довжина поліпептидного ланцюга білка становить 321 амінокислот, а молекулярна маса — 36 711.
| 10         |  | 20         |  | 30         |  | 40         |  | 50         |
| ---------- |  | ---------- |  | ---------- |  | ---------- |  | ---------- |
| MNKENHSLIA |  | EFILTGFTYH |  | PKLKTVLFVV |  | FFAIYLITMV |  | GNIGLVALIY |
| IEQRLHTPMY |  | IFLGNLVLMD |  | SCCSSAITPK |  | MLENFFSEDK |  | RITLYECMAQ |
| FYFLCLAETT |  | DCFLLAAMAY |  | DCYVAICNPL |  | QYHTMMSKTL |  | CIQMTAGAYL |
| AGNLHPMIEV |  | EFLLRLTFCG |  | SHQINHFFCD |  | VLPLYRLSCI |  | NPYINELVLF |
| ILAGSIQIFT |  | IVLVSYFYIL |  | FTIFTMKSKE |  | GRGKALSTCA |  | SHFLSVSIFC |
| DSLLFMYARP |  | GAVNEGDKDI |  | PVAIFYTLVI |  | PLLNPFIYSL |  | RNKEVINIMK |
| KIMKKRKFCH |  | ILKQMSSPLA |  | T          |  |            |  |            |

A: Аланін

C: Цистеїн

D: Аспарагінова кислота

E: Глутамінова кислота

F: Фенілаланін

G: Гліцин

H: Гістидин

I: Ізолейцин

K: Лізин

L: Лейцин

M: Метіонін

N: Аспарагін

P: Пролін

Q: Глутамін

R: Аргінін

S: Серин

T: Треонін

V: Валін

Кодований геном білок за функціями належить до рецепторів, g-білокспряжених рецепторів, білків внутрішньоклітинного сигналінгу. 
Локалізований у клітинній мембрані, мембрані.